# Pays d'Andaine
 (août 2021).
Si vous disposez d'ouvrages ou d'articles de référence ou si vous connaissez des sites web de qualité traitant du thème abordé ici, merci de compléter l'article en donnant les références utiles à sa vérifiabilité et en les liant à la section « Notes et références ».
Le pays d'Andaine est un pays de Normandie situé dans le Bocage normand, dans le sud-ouest du département de l'Orne.
Il comprend la forêt d'Andaine et ses villes-centre sont La Ferté-Macé et Bagnoles-de-l'Orne. Il est situé sur les collines de Normandie.
Il est délimité :
- à l'ouest par le Domfrontais,
- au nord par le pays d'Houlme,
- à l'est et au sud-est par la campagne d'Alençon,
- au sud par l'ancienne province du Maine.

Le pays d'Andaine fait historiquement partie du Passais, qui s'étend aussi à la région de Domfront. Le Passais a une place assez particulière dans l'histoire normande car il a fait partie du Maine jusqu'au XIe siècle, lorsqu'il a été rattaché à la Normandie par Guillaume le Conquérant. Il est resté dans le diocèse du Mans jusqu'à la Révolution. La frontière entre Maine et Normandie était marquée par une particularité, les paroisses mixtes, dont une partie était dans le Maine et l'autre en Normandie. À la Révolution, ces paroisses sont devenues des communes, mais la situation a persisté puisqu'elles sont devenues mi-mayennaises mi-ornaises. Ces communes mixtes, dont plusieurs se trouvent en pays d'Andaine, perdurent jusque dans les années 1830 et leur partage définitif entre les deux départements.

## Présentation géographique

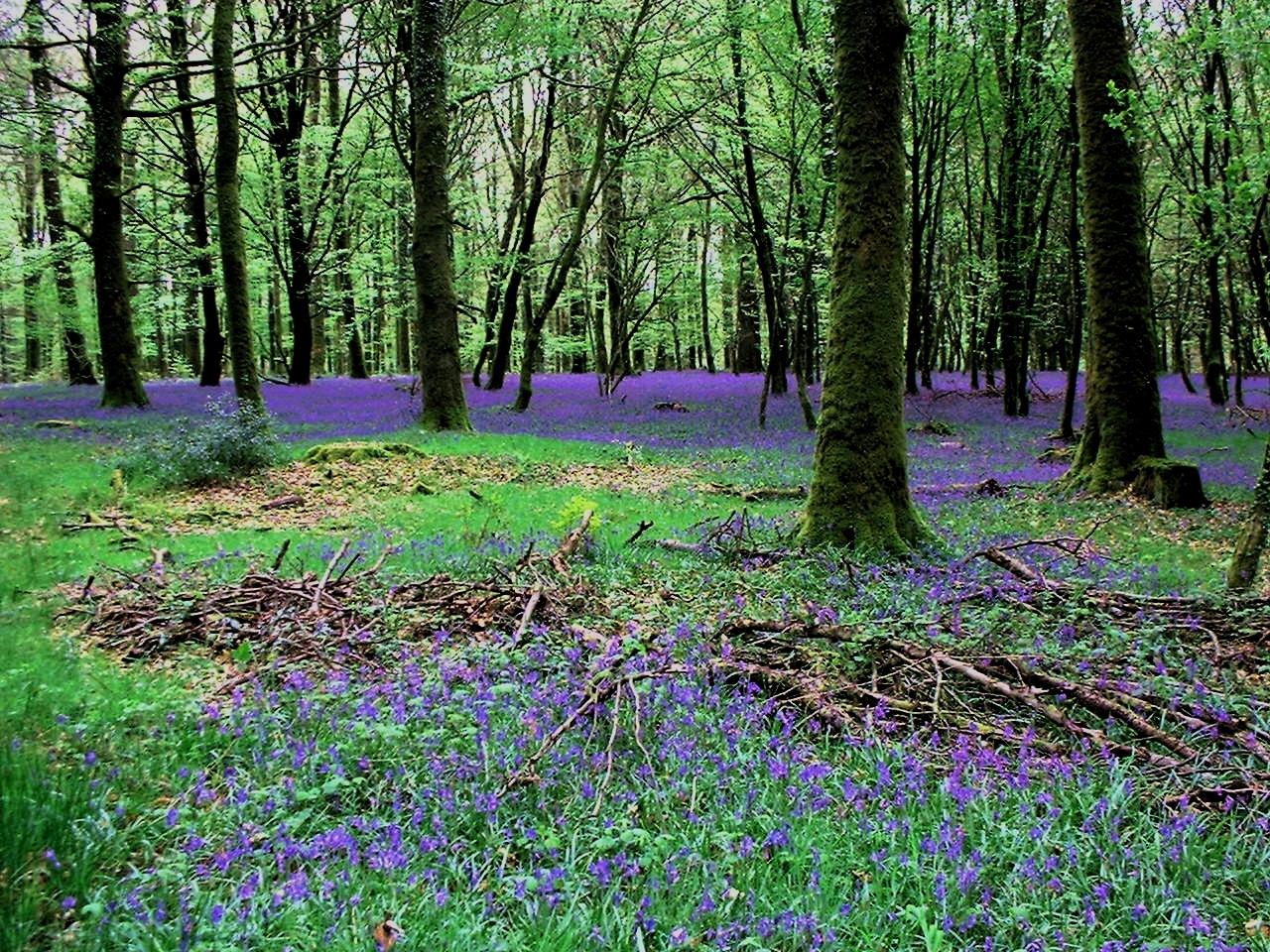
La forêt d'Andaine

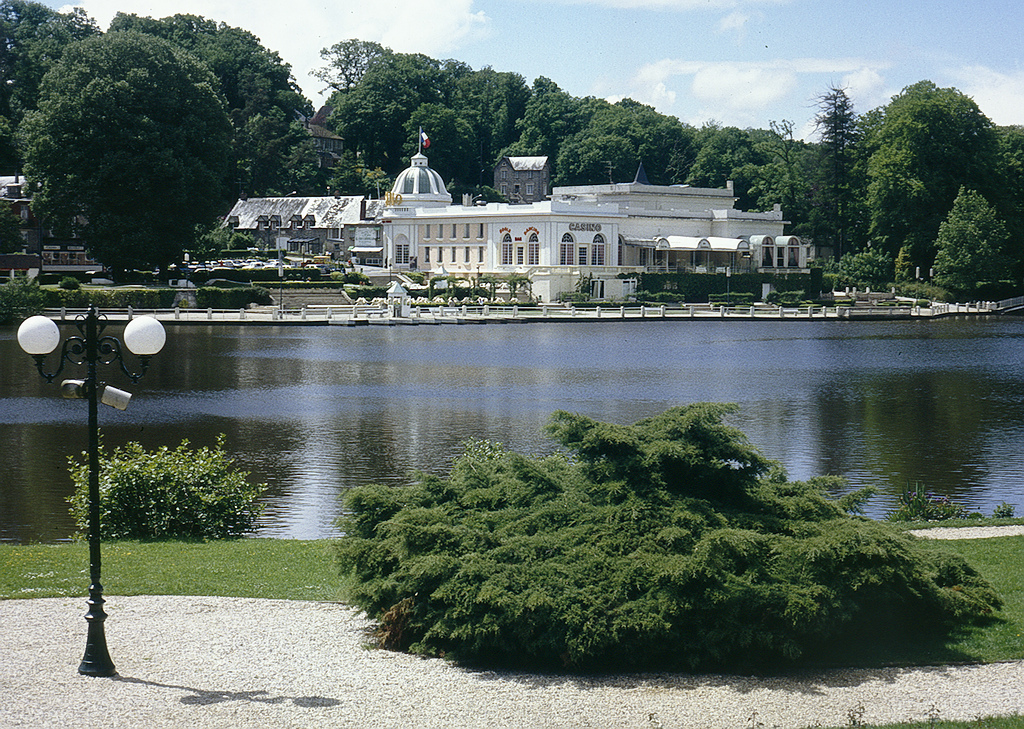
Le lac Bagnoles-de-l'Orne et son Casino

L'unité paysagère se caractérise par un bocage, parfois altéré, et par la présence de petits bois éparpillés autour de la forêt d'Andaine. La ligne de partage des eaux séparant le bassin de l'Atlantique de la Manche coupe le pays au nord. 
Totalement inclus dans le parc naturel régional Normandie-Maine, c'est une région dont l'activité touristique est largement influencée par la station thermale de Bagnoles-de-l'Orne.
Le pays d'Andaine est peuplé d'environ 20 000 habitants, pour une superficie de 330 km2 (soit une densité avoisinant 60 hab./km2).

## Histoire
L'histoire du pays d'Andaine se confond pour une large part avec l'histoire du Passais. 

## Économie

### Tourisme
Le pays d'Andaine semble privilégier la voie du tourisme dans son économie, notamment le tourisme thermal avec les thermes de Bagnoles-de-l'Orne. En plus des thermes, on trouve à Bagnoles-de-l'Orne de nombreux hôtels et restaurants, un casino, un lac, un hippodrome.
La région se prête également au développement du tourisme vert grâce à la forêt d'Andaine et l'influence du parc naturel régional Normandie-Maine mais aussi du fait de la proximité des Alpes mancelles et de la Suisse normande.
Les spécialités culinaires spécifiques du Pays d'Andaine sont les tripes en brochette à la mode fertoise, les étriers normands ou le poiré (bien que davantage originaire du Domfrontais voisin).

### Industries
Les principales usines du pays d'Andaine sont :
- Société normande de volailles à La Chapelle-d'Andaine,
- Dermophil Indien à Magny-le-Désert,
- Produits chimiques auxiliaires de synthèse (PCAS) à Couterne
- Base des Mousquetaires à Magny-le-Désert fermée en 2016, dont les bâtiments ont été repris par la biscuiterie de Lonlay-l'Abbaye.

Ces usines constituent le noyau industriel de la région.

## Transports
La ligne Briouze - Bagnoles-de-l'Orne qui permettait de connecter Bagnoles-de-l'Orne et La Ferté-Macé à la ligne Paris - Granville par le train a été fermée en 1992 et remplacée par une ligne de bus TER.
Les autoroutes les plus proches sont l'A28 et l'A88. Les principales routes traversant le pays d'Andaine sont la D976 (N176 avant 2006), la D916 (N816 avant 1972), la D908 (N808 avant 1972) et la D18.
L'aérodrome de Bagnoles-de-l'Orne - Couterne est situé au centre du pays d'Andaine.